# Nagi instynkt 2
Nagi instynkt 2 (ang. Basic Instinct 2) – amerykański film fabularny z 2006 roku, erotyczny thriller, w reżyserii Michaela Catona-Jonesa. Jest to sequel Nagiego instynktu z 1992 roku. Główną rolę gra Sharon Stone, która w filmie wcieliła się w postać Catherine Tramell.
Film był kręcony w Londynie w Wielkiej Brytanii, od kwietnia do sierpnia 2005 roku.

## Obsada
| Aktor/Aktorka      | Rola              |
| ------------------ | ----------------- |
| Sharon Stone       | Catherine Tramell |
| David Morrissey    | dr Andrew Glass   |
| Charlotte Rampling | Milena Gardosh    |
| David Thewlis      | Roy Washburn      |
| Hugh Dancy         | Adam Towers       |
| Anne Caillon       | Laney Ward        |
| Iain Robertson     | Peter Ristedes    |
| Stan Collymore     | Kevin Franks      |